# Lehigh and Hudson River Railway
 (janvier 2022).
Ne doit pas être confondu avec Lehigh Valley Railroad ou Lehigh and New England Railroad.
La Lehigh and Hudson River Railway (L&HR ; sigle de l'AAR : LHR) est le plus petit des chemins de fer américains qui sont intégrés à Conrail en 1976. Sa ligne qui joint le nord-est au sud-ouest du New Jersey, relie le comté d'Orange (New York) à Easton (Pennsylvanie) grâce au pont Poughkeepsie sur le fleuve Hudson, permettant des interconnexions avec plusieurs autres compagnies. Son rôle est amoindri par le développement du réseau autoroutier (Interstate Highway) et par la banqueroute des chemins de fer avec lesquels il se connecte. L'incendie du pont Poughkeepsie le 8 mai 1974 met fin à l'exploitation de la ligne.

## Les origines

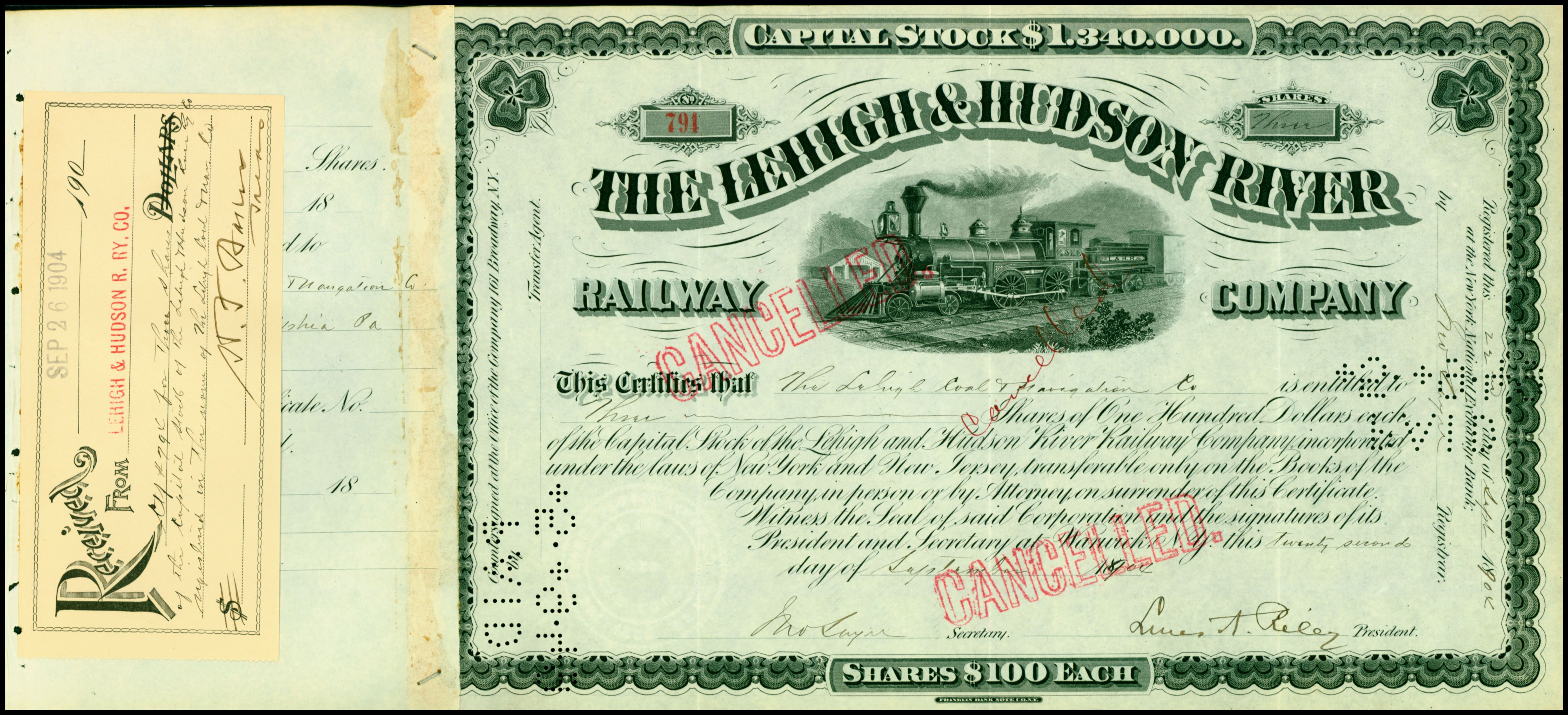
Action de la Lehigh & Hudson River RW Company en date du 22 septembre 1904

Le Warwick Valley Railroad fut créé le 8 mars 1860 comme embranchement du New York and Erie Rail Road (futur Erie Railroad). L'Erie commença l'exploitation de la ligne en 1862, entre Greycourt et Warwick.
Le Pequest & Wallkill Railroad fut créé en 1870 pour construire une extension dans le New Jersey entre Belvidere sur le fleuve Delaware, et le Belvidere, Delaware Railroad situé au nord-est de la frontière de l'État de New York. Son concurrent, le Lehigh & Hudson River Railroad fut créé plus tard, et planifiait de construire une liaison entre Belvidere et McAfee, en association avec le Wawayanda Railroad qui devait terminer le reste de la ligne jusqu'à la frontière de l'état. En avril ou mai 1881, ces 3 compagnies fusionnèrent pour constituer le nouveau  Lehigh & Hudson River Railroad. 
Puis le 1er avril 1882, le Warwick Valley Railroad s'y ajouta pour former le Lehigh and Hudson River Railway (L&HR).
Dans le même temps, le Sussex Railroad venait de construire un embranchement de Hamburg à  South Vernon (McAfee); il fut racheté par le L&HR en 1881. Quant au Warwick Valley Railroad, il avait construit une extension vers McAfee en mars 1880; la ligne qui reliait Belvidere, NJ à Greycourt, NY, ouvrit dans sa totalité le 14 août 1882. 
L'Orange County Railroad fut créé le 28 novembre 1888 et ouvrit en 1889, prolongeant la ligne vers le nord-est de Greycourt à Maybrook. A Maybrook la ligne se reliait à celle du Central New England Railway, et continuait vers l'est via le Poughkeepsie Bridge sur le fleuve Hudson vers la Nouvelle-Angleterre. Des droits de passages furent obtenus sur une petite portion du New York, Ontario and Western Railway entre la jonction de Burnside et celle de Campbell Hall à l'ouest. 
Le South Easton & Phillipsburg Railroad of New Jersey, et le South Easton & Phillipsburg Railroad of Pennsylvania furent créés le 25 juillet 1889 pour construire un pont sur le fleuve Delaware entre Phillipsburg, New Jersey et Easton, Pennsylvanie. Le premier bâtit les 140 m sur la rive du New Jersey, et le second les 259 m sur la rive de la Pennsylvanie. La construction du pont, commencée le 19 novembre 1889, s'acheva le 2 octobre 1890. Un peu plus tôt en 1889, le L&HR  acquit des droits de passage sur 20,9 km du Belvidere, Delaware Railroad (filiale du Pennsylvania Railroad) entre Phillipsburg et Belvidere. Ainsi dès que le pont fut achevé, le L&DR disposait d'une ligne continue entre Maybrook et Easton. A Easton, un changement pouvait se faire avec le Central Railroad of New Jersey et le Lehigh Valley Railroad, tandis qu'à Phillipsburg le changement était réalisable avec le Pennsylvania Railroad. 
Le L&HR obtint finalement des droits de passage sur le Sussex Railroad (filiale du Delaware, Lackawanna and Western Railroad DL&W) entre la jonction d'Andover et Port Morris au sud, où il se connectait sur la ligne principale du DL&W. 
Le Mine Hill Railroad fut le seul embranchement construit. Il partait de la jonction de Franklin, New Jersey, en direction du sud vers Sterling Hill, New Jersey, où se trouvaient les mines de la New Jersey Zinc Company. 
Le 23 mai 1907 le L&HR absorba l'Orange County Railroad, et le 2 avril 1912, il fusionna le South Easton & Phillipsburg et le Mine Hill Railroad.  

## Le service voyageur
À partir d'octobre 1912, avec une interruption temporaire en janvier 1916, le L&HR hébergeait le Federal Express, train de voyageur du Pennsylvania Railroad, sur sa ligne du Poughkeepsie Bridge Route entre Phillipsburg et Maybrook. Avec l'achèvement du Hell Gate Bridge à New York City, le 9 septembre 1917, le Federal Express put reprendre un service plus directe grâce à la gare de Penn Station et à la New Haven Line du New York, New Haven and Hartford Railroad.

## La disparition
Le développement du réseau autoroutier fragilisa le L&HR. Le L&HR fit banqueroute selon la procédure du Capitre 77, le 19 avril 1972. Cette faillite était en partie due à la décision du Penn Central de préférer d'autres routes que celle du Poughkeepsie Bridge. Le coup de grâce fut donné par l'incendie du pont de Poughkeepsie Bridge le 8 mai 1974.
En 1976 le L&HR était la plus petite des 7 compagnies à fusionner dans Conrail. Depuis lors, sa ligne fut en grande partie abandonnée. 
Cependant des portions dans l'État de New York et le nord du New Jersey continuent d'être utilisées par le Norfolk Southern Railway et le New York, Susquehanna and Western Railway.  